# Paris Saint-Germain Football Club 2024-2025
Questa voce raccoglie le informazioni riguardanti il Paris Saint-Germain Football Club nelle competizioni ufficiali della stagione 2024-2025.

## Stagione

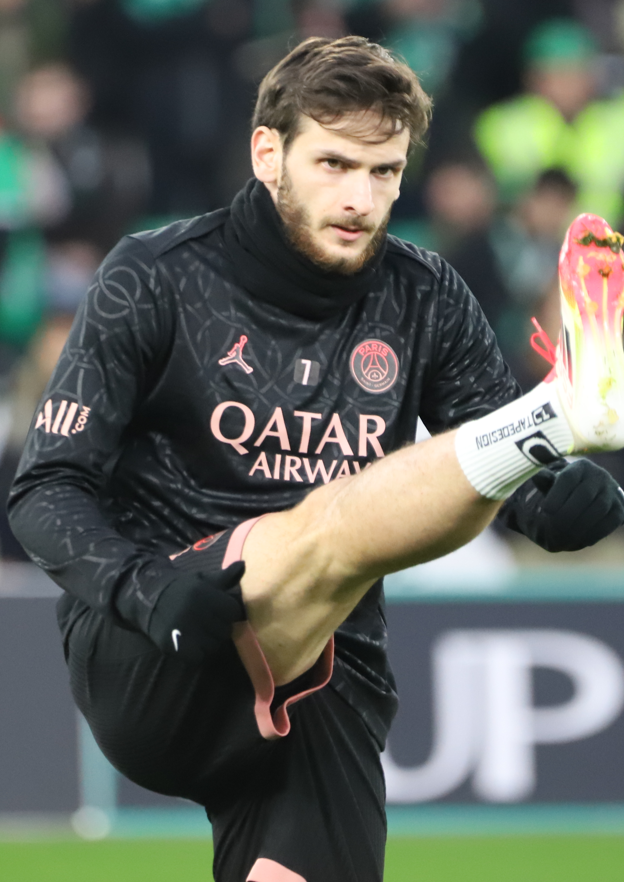
L'attaccante Khvicha K'varatskhelia, acquistato a gennaio dal.

Durante il calciomercato estivo il Paris Saint-Germain acquista il centrocampista João Neves dal Benfica per circa 60 milioni di euro, l'attaccante Désiré Doué dal Rennes 50 milioni, il difensore William Pacho dall'Eintracht Francoforte per 40 milioni e il portiere Matvej Safonov dal Krasnodar per 20 milioni. Nella sessione invernale viene acquistato anche l'attaccante Khvicha K'varatskhelia dal Napoli per 70 milioni di euro.
A salutare il club parigino sono due dei giocatori più famosi e importanti della storia recente del club, ovvero l'attaccante Kylian Mbappé, che si accorda con il Real Madrid da svincolato, e il portiere Keylor Navas. Inoltre viene ceduto il centrocampista Manuel Ugarte al Manchester Utd, oltre al riscatto dell'attaccante Hugo Ekitike da parte dell'Eintracht Francoforte.
La stagione di Ligue 1 inizia con la vittoria sul campo del Le Havre per 4-1. Alla 3ª giornata i parigini vanno in testa alla classifica da soli, prima di essere agganciati dall'Olympique Marsiglia e dal Monaco, a cui devono cedere la vetta solitaria della graduatoria alla 5ª giornata. Alla 9ª il Paris Saint-Germain si riprende il primo posto solitario, battendo l'Olympique Marsiglia, e lo conserva fino alla 27ª. Alla 28ª, battendo l'Angers, i parigini conquistano il 13º campionato della loro storia con sei turni di anticipo.

## Maglie e sponsor
Lo sponsor tecnico, per la stagione 2024-2025, è Nike; il main sponsor ufficiale è Qatar Airways, mentre lo sleeve sponsor è Goat, una piattaforma online statunitense che offre scarpe da ginnastica, abbigliamento e accessori di lusso.
| Casa | Trasferta | Terza maglia | Casa FCWC |

## Organigramma societario
Area direttiva
- Presidente: Nasser Al-Khelaïfi
- Amministratore delegato e direttore generale: Victoriano Melero
- Direttore sportivo: Luís Campos
- Vice direttore sportivo: Angelo Castellazzi
- Coordinatore sportivo: Maxwell Scherrer
- Direttore del Centro di Formazione e Preformazione: Yohan Cabaye
- Direttore Tecnico del Centro di Formazione: Cyrille Carrière
- Direttore della comunicazione: Jean-Martial Ribes

Area tecnica
- Allenatore: Luis Enrique
- Allenatore in seconda: Rafel Pol
- Assistente allenatore: Miguel D'Agostino
- Preparatori dei portieri: Toni Jiménez, Gianluca Spinelli
- Preparatori atletici: Sebastiano Pochettino, Nicolas Mayer
- Analisti video: Antoine Guillotin, Vincent Brunet, Clément Gonin

Area performance
- Coordinatore del dipartimento performance: Gian Nicola Bisciotti
- Dipartimento performance: Denis Lefebve, Ricardo Rosa, Ben Michael Simpson, Maxime Coulerot, Cristoforo Filetti

Area medica
- Responsabile dell'area medica: Christophe Baudot
- Medico sociale: Quentin Vincent
- Coordinatore fisioterapisti: Cyril Praud
- Fisioterapisti: Frédéric Mankowski, Joffrey Martin, Gaël Pasquer, Rafael Martini, Dario Forte, Diego Mantovani
- Podologo: Gaëlle Scalia
- Assistente medico: Sandrine Jarzaguet

## Rosa
Rosa e numerazione aggiornate al 3 luglio 2025.
| N. |                          | Ruolo | Calciatore            |
| -- | ------------------------ | ----- | --------------------- |
| 1  | Italia (bandiera)        | P     | Gianluigi Donnarumma  |
| 2  | Marocco (bandiera)       | D     | Achraf Hakimi         |
| 3  | Francia (bandiera)       | D     | Presnel Kimpembe      |
| 4  | Uruguay (bandiera)       | C     | Manuel Ugarte         |
| 5  | Brasile (bandiera)       | D     | Marquinhos (capitano) |
| 7  | Georgia (bandiera)       | A     | Khvicha Kvaratskhelia |
| 8  | Spagna (bandiera)        | C     | Fabián Ruiz           |
| 9  | Portogallo (bandiera)    | A     | Gonçalo Ramos         |
| 10 | Francia (bandiera)       | A     | Ousmane Dembélé       |
| 11 | Spagna (bandiera)        | A     | Marco Asensio         |
| 14 | Francia (bandiera)       | A     | Désiré Doué           |
| 15 | Portogallo (bandiera)    | C     | Danilo Pereira        |
| 17 | Portogallo (bandiera)    | C     | Vitinha               |
| 19 | Corea del Sud (bandiera) | C     | Lee Kang-in           |
| 20 | Brasile (bandiera)       | D     | Gabriel Moscardo      |
| 21 | Francia (bandiera)       | D     | Lucas Hernández       |
| 23 | Francia (bandiera)       | A     | Randal Kolo Muani     |

| N. |                       | Ruolo | Calciatore         |
| -- | --------------------- | ----- | ------------------ |
| 24 | Francia (bandiera)    | C     | Senny Mayulu       |
| 25 | Portogallo (bandiera) | D     | Nuno Mendes        |
| 26 | Francia (bandiera)    | D     | Nordi Mukiele      |
| 28 | Spagna (bandiera)     | C     | Carlos Soler       |
| 29 | Francia (bandiera)    | A     | Bradley Barcola    |
| 33 | Francia (bandiera)    | C     | Warren Zaïre-Emery |
| 35 | Brasile (bandiera)    | D     | Lucas Beraldo      |
| 37 | Slovacchia (bandiera) | D     | Milan Škriniar     |
| 39 | Russia (bandiera)     | P     | Matvej Safonov     |
| 42 | Francia (bandiera)    | D     | Yoram Zague        |
| 48 | Francia (bandiera)    | C     | Axel Tape          |
| 49 | Francia (bandiera)    | A     | Ibrahim Mbaye      |
| 51 | Ecuador (bandiera)    | D     | Willian Pacho      |
| 70 | Francia (bandiera)    | P     | Lucas Lavallée     |
| 80 | Spagna (bandiera)     | P     | Arnau Tenas        |
| 87 | Portogallo (bandiera) | C     | João Neves         |

## Calciomercato

### Sessione estiva
| Acquisti         | Acquisti       | Acquisti              | Acquisti                     |
| R.               | Nome           | da                    | Modalità                     |
| ---------------- | -------------- | --------------------- | ---------------------------- |
| C                | João Neves     | Benfica               | definitivo (59,92 milioni €) |
| A                | Désiré Doué    | Rennes                | definitivo (50 milioni €)    |
| D                | Willian Pacho  | Eintracht Francoforte | definitivo (40 milioni €)    |
| P                | Matvej Safonov | Krasnodar             | definitivo (20 milioni €)    |
| Altre operazioni |                |                       |                              |
| R.               | Nome           | da                    | Modalità                     |
| D                | Colin Dagba    | Auxerre               | fine prestito                |
| C                | Ayman Kari     | Lorient               | fine prestito                |
| C                | Renato Sanches | Roma                  | fine prestito                |
| C                | Cher Ndour     | Braga                 | fine prestito                |
| C                | Noha Lemina    | Wolverhampton         | fine prestito                |
| C                | Edouard Michut | Adana Demirspor       | fine prestito                |

| Cessioni         | Cessioni            | Cessioni              | Cessioni                    |
| R.               | Nome                | a                     | Modalità                    |
| ---------------- | ------------------- | --------------------- | --------------------------- |
| C                | Manuel Ugarte       | Manchester Utd        | definitivo (50 milioni €)   |
| C                | Danilo Pereira      | Al-Ittihad            | definitivo (5 milioni €)    |
| C                | Renato Sanches      | Benfica               | prestito                    |
| C                | Carlos Soler        | West Ham Utd          | prestito                    |
| D                | Gabriel Moscardo    | Stade Reims           | prestito                    |
| C                | Cher Ndour          | Beşiktaş              | prestito                    |
| D                | Nordi Mukiele       | Bayer Leverkusen      | prestito                    |
| P                | Keylor Navas        |                       | svincolato                  |
| P                | Sergio Rico         |                       | svincolato                  |
| P                | Alexandre Letellier |                       | svincolato                  |
| D                | Layvin Kurzawa      |                       | svincolato                  |
| A                | Kylian Mbappé       |                       | svincolato                  |
| D                | Juan Bernat         | Villarreal            | prestito                    |
| Altre operazioni |                     |                       |                             |
| R.               | Nome                | a                     | Modalità                    |
| C                | Edouard Michut      |                       | svincolato                  |
| C                | Ethan Mbappé        |                       | svincolato                  |
| A                | Hugo Ekitike        | Eintracht Francoforte | definitivo (16,5 milioni €) |

### Sessione invernale
| Acquisti         | Acquisti               | Acquisti   | Acquisti                  |
| R.               | Nome                   | da         | Modalità                  |
| ---------------- | ---------------------- | ---------- | ------------------------- |
| A                | Khvicha K'varatskhelia | Napoli     | definitivo (70 milioni €) |
| Altre operazioni |                        |            |                           |
| R.               | Nome                   | da         | Modalità                  |
| C                | Cher Ndour             | Beşiktaş   | fine prestito             |
| D                | Juan Bernat            | Villarreal | fine prestito             |

| Cessioni         | Cessioni          | Cessioni    | Cessioni                  |
| R.               | Nome              | a           | Modalità                  |
| ---------------- | ----------------- | ----------- | ------------------------- |
| A                | Randal Kolo Muani | Juventus    | prestito (3,6 milioni €)  |
| D                | Milan Škriniar    | Fenerbahçe  | prestito                  |
| A                | Marco Asensio     | Aston Villa | prestito                  |
| Altre operazioni |                   |             |                           |
| R.               | Nome              | a           | Modalità                  |
| A                | Xavi Simons       | RB Lipsia   | definitivo (50 milioni €) |
| C                | Cher Ndour        | Fiorentina  | definitivo (5 milioni €)  |
| D                | Juan Bernat       | Getafe      | gratuito                  |

## Risultati

### Ligue 1

#### Girone di andata
| Arbitro: | Delajod |

|               |           |                                                      |
| G. Lloris 48’ | Marcatori | 3’ Lee 85’ Dembélé 86’ Barcola 90’ (rig.) Kolo Muani |

| Arbitro: | Bollengier |

|                                                                |           |  |
| Barcola 4’, 53’ Asensio 24’ Hakimi 58’ Zaïre-Emery 60’ Lee 82’ | Marcatori |  |

| Arbitro: | Bastien |

|              |           |                                                 |
| Zhegrova 78’ | Marcatori | 33’ (rig.) Vitinha 36’ Barcola 90+1’ Kolo Muani |

| Arbitro: | Turpin |

|                             |           |                         |
| Dembélé 42’, 74’ Fabián 73’ | Marcatori | 29’ (rig.) Del Castillo |

| Arbitro: | Pignard |

|             |           |             |
| Nakamura 9’ | Marcatori | 68’ Dembélé |

| Arbitro: | El Hadj |

|                          |           |                       |
| Barcola 30’, 68’ Lee 58’ | Marcatori | 75’ (rig.) Kalimuendo |

| Arbitro: | Brisard |

|          |           |                 |
| Abdi 39’ | Marcatori | 52’ Nuno Mendes |

| Arbitro: | Stinat |

|                                            |           |                      |
| Mayulu 18’ Asensio 47’ Barcola 66’ Lee 90’ | Marcatori | 58’ Mara 90+1’ Diong |

| Arbitro: | Letexier |

|  |           |                                              |
|  | Marcatori | 7’ João Neves 29’ (aut.) Balerdi 40’ Barcola |

| Arbitro: | Delajod |

|            |           |  |
| Dembélé 4’ | Marcatori |  |

| Arbitro: | Millot |

|                           |           |                                 |
| Lepaul 90+1’ Biumla 90+7’ | Marcatori | 17’, 20’ Lee 31’, 45+2’ Barcola |

| Arbitro: | Angoula |

|                                          |           |  |
| João Neves 35’ Beraldo 84’ Vitinha 90+1’ | Marcatori |  |

| Arbitro: | Stinat |

|           |           |            |
| Hakimi 2’ | Marcatori | 38’ Abline |

| Auxerre 6 dicembre 2024, ore 21:00 CET 14ª giornata | Auxerre | 0 – 0 referto | Paris Saint-Germain | Stadio Abbé-Deschamps (17 028 spett.)\| Arbitro: \| Pignard \| |
| Arbitro:                                            | Pignard |               |                     |                                                                |

| Arbitro: | Bastien |

|                                            |           |                |
| Dembélé 8’ Vitinha 14’ (rig.) G. Ramos 88’ | Marcatori | 40’ Mikautadze |

| Arbitro: | Letexier |

|                                  |           |                                             |
| Ben Seghir 53’ (rig.) Embolo 60’ | Marcatori | 24’ D. Doué 64’, 90+7’ Dembélé 83’ G. Ramos |

| Arbitro: | Vernice |

|                         |           |                  |
| Dembélé 13’, 23’ (rig.) | Marcatori | 64’ Davitashvili |

#### Girone di ritorno
| Arbitro: | Pignard |

|           |           |                        |
| Nzola 36’ | Marcatori | 59’ Fabián 86’ Barcola |

| Arbitro: | El Hadj |

|             |           |              |
| Dembélé 47’ | Marcatori | 56’ Nakamura |

| Arbitro: | Bastien |

|                              |           |                                           |
| Del Castillo 50’ Ajorque 71’ | Marcatori | 29’, 56’, 62’ Dembélé 89’, 90+7’ G. Ramos |

| Arbitro: | Turpin |

|                                                |           |             |
| Vitinha 6’ K'varatskhelia 54’ Dembélé 57’, 90’ | Marcatori | 17’ Zakaria |

| Arbitro: | Delajod |

|  |           |            |
|  | Marcatori | 52’ Fabián |

| Arbitro: | Wattellier |

|                          |           |                             |
| Cherki 83’ Tolisso 90+2’ | Marcatori | 53’, 85’ Hakimi 59’ Dembélé |

| Arbitro: | Letexier |

|                                                   |           |           |
| Barcola 6’ Marquinhos 22’ Dembélé 28’ D. Doué 37’ | Marcatori | 80’ David |

| Arbitro: | Vernice |

|              |           |                                               |
| Brassier 52’ | Marcatori | 27’ Barcola 50’ G. Ramos 90+1’, 90+3’ Dembélé |

| Arbitro: | Turpin |

|                                               |           |            |
| Dembélé 17’ Nuno Mendes 42’ Lirola 76’ (aut.) | Marcatori | 51’ Gouiri |

| Arbitro: | Stinat |

|            |           |                                                                                  |
| Stassin 9’ | Marcatori | 43’ (rig.) G. Ramos 50’ K'varatskhelia 53’, 66’ D. Doué 62’ João Neves 90’ Mbaye |

| Arbitro: | Bollengier |

|             |           |  |
| D. Doué 55’ | Marcatori |  |

| Arbitro: | Pignard |

|                |           |             |
| D. Augusto 83’ | Marcatori | 33’ Vitinha |

| Arbitro: | Vernice |

|                         |           |             |
| D. Doué 8’ G. Ramos 50’ | Marcatori | 60’ Soumaré |

| Arbitro: | Delajod |

|            |           |                                  |
| Fabián 41’ | Marcatori | 34’, 46’ Sanson 70’ Ndayishimiye |

| Arbitro: | El Hadj |

|                                          |           |             |
| L. Hernández 20’ (aut.) Lemaréchal 45+3’ | Marcatori | 46’ Barcola |

| Arbitro: | Vernice |

|               |           |                                          |
| Coulibaly 64’ | Marcatori | 44’ Mayulu 49’, 59’ (rig.), 65’ G. Ramos |

| Arbitro: | Kherradji |

|                                        |           |              |
| K'varatskhelia 59’, 88’ Marquinhos 67’ | Marcatori | 30’ Sinayoko |

### Coppa di Francia

#### Fase a eliminazione diretta
| Arbitro: | Léonard |

|                                          |                      |                                  |
| Nzola 66’                                | Marcatori            | 70’ G. Ramos                     |
| Frankowski Sotoca El Aynaoui Nzola Diouf | Tiri di rigore 3 – 4 | Vitinha G. Ramos Dembélé Barcola |

| Arbitro: | Bollengier |

|                      |           |                                                               |
| Gjeci 3’ Fournel 71’ | Marcatori | 37’ Zaïre-Emery 67’ D. Doué 88’ Barcola 90+2’ (rig.) G. Ramos |

| Arbitro: | Kherradji |

|  |           |                         |
|  | Marcatori | 25’ D. Doué 71’ Barcola |

| Arbitro: | Léonard |

|  |           |                                                                                 |
|  | Marcatori | 16’ João Neves 36’, 49’ (rig.), 58’ G. Ramos 55’ D. Doué 66’ Mayulu 85’ Dembélé |

| Arbitro: | Brisard |

|                      |           |                                               |
| Sasso 7’ Al-Saad 27’ | Marcatori | 45’, 90+3’ Dembélé 48’ Marquinhos 62’ D. Doué |

##### Finale
| Arbitro: | Bastien |

|                             |           |  |
| Barcola 16’, 19’ Hakimi 43’ | Marcatori |  |

### UEFA Champions League

#### Fase campionato
| Arbitro: | Siebert |

|                      |           |  |
| Gazzaniga 90’ (aut.) | Marcatori |  |

| Arbitro: | Vinčić |

|                      |           |  |
| Havertz 20’ Saka 35’ | Marcatori |  |

| Arbitro: | Nyberg |

|            |           |          |
| Hakimi 55’ | Marcatori | 34’ Lang |

| Arbitro: | Marciniak |

|                 |           |                         |
| Zaïre-Emery 14’ | Marcatori | 18’ Molina 90+3’ Correa |

| Arbitro: | Kovács |

|         |           |  |
| Kim 38’ | Marcatori |  |

| Arbitro: | Oliver |

|  |           |                                       |
|  | Marcatori | 30’ Ramos 72’ Nuno Mendes 85’ D. Doué |

| Arbitro: | Marciniak |

|                                                       |           |                          |
| Dembélé 56’ Barcola 60’ João Neves 78’ G. Ramos 90+3’ | Marcatori | 50’ Grealish 53’ Haaland |

| Arbitro: | Massa |

|                  |           |                                  |
| Pacho 77’ (aut.) | Marcatori | 6’ Barcola 17’, 35’, 54’ Dembélé |

#### Fase a eliminazione diretta

##### Spareggi
| Arbitro: | Peljto |

|  |           |                                     |
|  | Marcatori | 21’ (rig.) Vitinha 45’, 66’ Dembélé |

| Arbitro: | Oliver |

|                                                                                             |           |  |
| Barcola 20’ K'varatskhelia 39’ Vitinha 59’ D. Doué 64’ Nuno Mendes 69’ Ramos 76’ Mayulu 86’ | Marcatori |  |

##### Ottavi di finale
| Arbitro: | Massa |

|  |           |             |
|  | Marcatori | 87’ Elliott |

| Arbitro: | Kovács |

|                      |                      |                                  |
|                      | Marcatori            | 12’ Dembélé                      |
| Salah Núñez C. Jones | Tiri di rigore 1 – 4 | Vitinha G. Ramos Dembélé D. Doué |

##### Quarti di finale
| Arbitro: | Mariani |

|                                             |           |            |
| D. Doué 39’ K'varatskhelia 49’ Mendes 90+2’ | Marcatori | 35’ Rogers |

| Arbitro: | Sánchez Martínez |

|                                    |           |                       |
| Tielemans 34’ McGinn 55’ Konsa 57’ | Marcatori | 11’ Hakimi 28’ Mendes |

##### Semifinali
| Arbitro: | Vinčić |

|  |           |            |
|  | Marcatori | 4’ Dembélé |

| Arbitro: | Zwayer |

|                       |           |          |
| Fabián 27’ Hakimi 72’ | Marcatori | 76’ Saka |

##### Finale
| Arbitro: | István Kovács |

|                                                        |           |  |
| Hakimi 12’ Doué 20’, 63’ K'varatskhelia 73’ Mayulu 86’ | Marcatori |  |

### Supercoppa di Francia
| Arbitro: | Delajod |

|               |           |  |
| Dembélé 90+2’ | Marcatori |  |

### Coppa del mondo per club FIFA

#### Fase a gironi
| Arbitro: | Kovács |

|                                                      |           |  |
| Fabián 19’ Vitinha 45+1’ Mayulu 87’ Lee 90+7’ (rig.) | Marcatori |  |

| Arbitro: | Fischer |

|  |           |                |
|  | Marcatori | 36’ Igor Jesus |

| Arbitro: | Garay |

|  |           |                              |
|  | Marcatori | 35’ Kvaratskhelia 66’ Hakimi |

#### Ottavi di finale
| Arbitro: | Sampaio |

|                                                   |           |  |
| João Neves 6’, 39’ Avilés 44’ (aut.) Hakimi 45+3’ | Marcatori |  |

#### Quarti di finale
| Arbitro: | Taylor |

|                           |           |  |
| D. Doué 78’ Dembélé 90+6’ | Marcatori |  |

#### Semifinale
| Arbitro: | Marciniak |

|                                     |           |  |
| Fabián 6’, 24’ Dembélé 9’ Ramos 87’ | Marcatori |  |

#### Finale
| Arbitro: | Faghani |

|                                |           |  |
| Palmer 22’, 30’ João Pedro 43’ | Marcatori |  |

## Statistiche finali

### Statistiche di squadra
| Competizione             | Punti | In casa | In casa | In casa | In casa | In casa | In casa | In trasferta | In trasferta | In trasferta | In trasferta | In trasferta | In trasferta | In campo neutro | In campo neutro | In campo neutro | In campo neutro | In campo neutro | In campo neutro | Totale | Totale | Totale | Totale | Totale | Totale | DR   |
| Competizione             | Punti | G       | V       | N       | P       | Gf      | Gs      | G            | V            | N            | P            | Gf           | Gs           | G               | V               | N               | P               | Gf              | Gs              | G      | V      | N      | P      | Gf     | Gs     | DR   |
| ------------------------ | ----- | ------- | ------- | ------- | ------- | ------- | ------- | ------------ | ------------ | ------------ | ------------ | ------------ | ------------ | --------------- | --------------- | --------------- | --------------- | --------------- | --------------- | ------ | ------ | ------ | ------ | ------ | ------ | ---- |
| Ligue 1                  | 84    | 17      | 14      | 2       | 1       | 45      | 16      | 17           | 12           | 4            | 1            | 47           | 19           | -               | -               | -               | -               | -               | -               | 34     | 26     | 6      | 2      | 92     | 35     | +57  |
| Coppa di Francia         | -     | 0       | 0       | 0       | 0       | 0       | 0       | 5            | 4            | 1            | 0            | 18           | 5            | 1               | 1               | 0               | 0               | 3               | 0               | 6      | 5      | 1      | 0      | 21     | 5      | +16  |
| Champions League         | 13    | 8       | 5       | 1       | 2       | 19      | 8       | 8            | 5            | 0            | 3            | 14           | 7            | 1               | 1               | 0               | 0               | 5               | 0               | 17     | 11     | 1      | 5      | 38     | 15     | +23  |
| Supercoppa di Francia    | -     | -       | -       | -       | -       | -       | -       | -            | -            | -            | -            | -            | -            | 1               | 1               | 0               | 0               | 1               | 0               | 1      | 1      | 0      | 0      | 1      | 0      | +1   |
| Coppa del mondo per club | -     | -       | -       | -       | -       | -       | -       | -            | -            | -            | -            | -            | -            | 7               | 5               | 0               | 2               | 16              | 4               | 7      | 5      | 0      | 2      | 16     | 4      | +12  |
| Totale                   | -     | 25      | 19      | 3       | 3       | 64      | 24      | 30           | 21           | 5            | 4            | 79           | 31           | 10              | 8               | 0               | 2               | 25              | 4               | 65     | 48     | 8      | 9      | 168    | 59     | +109 |

### Andamento in campionato
| Giornata  | 1 | 2 | 3 | 4 | 5 | 6 | 7 | 8 | 9 | 10 | 11 | 12 | 13 | 14 | 15 | 16 | 17 | 18 | 19 | 20 | 21 | 22 | 23 | 24 | 25 | 26 | 27 | 28 | 29 | 30 | 31 | 32 | 33 | 34 |
| --------- | - | - | - | - | - | - | - | - | - | -- | -- | -- | -- | -- | -- | -- | -- | -- | -- | -- | -- | -- | -- | -- | -- | -- | -- | -- | -- | -- | -- | -- | -- | -- |
| Luogo     | T | C | T | C | T | C | T | C | T | C  | T  | C  | C  | T  | C  | T  | C  | T  | C  | T  | C  | T  | T  | C  | T  | C  | T  | C  | T  | C  | C  | T  | T  | C  |
| Risultato | V | V | V | V | N | V | N | V | V | V  | V  | V  | N  | N  | V  | V  | V  | V  | N  | V  | V  | V  | V  | V  | V  | V  | V  | V  | N  | V  | P  | P  | V  | V  |
| Posizione | 1 | 1 | 1 | 1 | 1 | 1 | 2 | 1 | 1 | 1  | 1  | 1  | 1  | 1  | 1  | 1  | 1  | 1  | 1  | 1  | 1  | 1  | 1  | 1  | 1  | 1  | 1  | 1  | 1  | 1  | 1  | 1  | 1  | 1  |

Legenda:

Luogo: C = Casa; T = Trasferta. Risultato: R = Rinviata; V = Vittoria; N = Pareggio; P = Sconfitta.

### Andamento in Champions League
| Giornata  | 1  | 2  | 3  | 4  | 5  | 6  | 7  | 8  |
| --------- | -- | -- | -- | -- | -- | -- | -- | -- |
| Luogo     | C  | T  | C  | C  | T  | T  | C  | T  |
| Risultato | V  | P  | N  | P  | P  | V  | V  | V  |
| Posizione | 15 | 19 | 25 | 25 | 25 | 25 | 22 | 15 |

Legenda:

Luogo: C = Casa; T = Trasferta. Risultato: R = Rinviata; V = Vittoria; N = Pareggio; P = Sconfitta.

### Statistiche dei giocatori
Sono in corsivo i calciatori che hanno lasciato la società a stagione in corso.
| Giocatore         | Ligue 1  | Ligue 1 | Ligue 1     | Ligue 1    | Coppa di Francia | Coppa di Francia | Coppa di Francia | Coppa di Francia | Champions League | Champions League | Champions League | Champions League | Supercoppa di Francia + Coppa del mondo per club | Supercoppa di Francia + Coppa del mondo per club | Supercoppa di Francia + Coppa del mondo per club | Supercoppa di Francia + Coppa del mondo per club | Totale   | Totale | Totale      | Totale     |
| Giocatore         | Presenze | Reti    | Ammonizioni | Espulsioni | Presenze         | Reti             | Ammonizioni      | Espulsioni       | Presenze         | Reti             | Ammonizioni      | Espulsioni       | Presenze                                         | Reti                                             | Ammonizioni                                      | Espulsioni                                       | Presenze | Reti   | Ammonizioni | Espulsioni |
| ----------------- | -------- | ------- | ----------- | ---------- | ---------------- | ---------------- | ---------------- | ---------------- | ---------------- | ---------------- | ---------------- | ---------------- | ------------------------------------------------ | ------------------------------------------------ | ------------------------------------------------ | ------------------------------------------------ | -------- | ------ | ----------- | ---------- |
| M. Asensio        | 12       | 2       | 0           | 0          | 0                | 0                | 0                | 0                | 4                | 0                | 0                | 0                | 0                                                | 0                                                | 0                                                | 0                                                | 16       | 2      | 0           | 0          |
| B. Barcola        | 34       | 14      | 2           | 0          | 6                | 4                | 0                | 0                | 17               | 3                | 1                | 0                | 1+6                                              | 0                                                | 1+0                                              | 0                                                | 64       | 21     | 4           | 0          |
| L. Beraldo        | 25       | 1       | 7           | 0          | 4                | 0                | 1                | 0                | 4                | 0                | 0                | 0                | 0+5                                              | 0                                                | 0                                                | 0                                                | 38       | 1      | 8           | 0          |
| O. Dembélé        | 29       | 21      | 1           | 0          | 4                | 3                | 0                | 0                | 15               | 8                | 2                | 1                | 1+4                                              | 1+1                                              | 0+1                                              | 0                                                | 53       | 34     | 4           | 1          |
| G. Donnarumma     | 24       | -23     | 2           | 0          | 0                | -0               | 0                | 0                | 15               | -14              | 0                | 0                | 1+7                                              | -4                                               | 0                                                | 0                                                | 47       | -41    | 2           | 0          |
| D. Doué           | 31       | 6       | 1           | 0          | 6                | 5                | 0                | 0                | 16               | 5                | 1                | 0                | 1+7                                              | 0                                                | 0+1                                              | 0                                                | 61       | 16     | 3           | 0          |
| F. Ruiz           | 30       | 4       | 1           | 0          | 6                | 0                | 0                | 0                | 17               | 1                | 2                | 0                | 1+7                                              | 0+3                                              | 0+1                                              | 0                                                | 61       | 8      | 4           | 0          |
| A. Hakimi         | 25       | 4       | 4           | 0          | 5                | 1                | 1                | 0                | 17               | 4                | 3                | 0                | 1+7                                              | 0+2                                              | 0                                                | 0                                                | 55       | 11     | 8           | 0          |
| L. Hernández      | 16       | 0       | 2           | 0          | 4                | 0                | 0                | 0                | 5                | 0                | 0                | 0                | 0+4                                              | 0                                                | 0                                                | 0+1                                              | 29       | 0      | 2           | 1          |
| K-i. Lee          | 30       | 6       | 1           | 0          | 3                | 0                | 0                | 0                | 11               | 0                | 0                | 0                | 1+4                                              | 0+1                                              | 0                                                | 0                                                | 49       | 7      | 1           | 0          |
| N. Kamara         | 2        | 0       | 0           | 0          | 0                | 0                | 0                | 0                | 0                | 0                | 0                | 0                | 0                                                | 0                                                | 0                                                | 0                                                | 2        | 0      | 0           | 0          |
| R. Kolo Muani     | 10       | 2       | 0           | 0          | 0                | 0                | 0                | 0                | 4                | 0                | 0                | 0                | 0                                                | 0                                                | 0                                                | 0                                                | 14       | 2      | 0           | 0          |
| P. Kimpembe       | 2        | 0       | 0           | 0          | 2                | 0                | 1                | 0                | 1                | 0                | 0                | 0                | 0                                                | 0                                                | 0                                                | 0                                                | 5        | 0      | 1           | 0          |
| K. K'varatskhelia | 14       | 4       | 0           | 0          | 2                | 0                | 0                | 0                | 9                | 3                | 1                | 0                | 0+7                                              | 0+1                                              | 0                                                | 0                                                | 32       | 8      | 1           | 0          |
| Marquinhos        | 22       | 1       | 3           | 0          | 3                | 1                | 1                | 0                | 16               | 0                | 3                | 0                | 1+6                                              | 0                                                | 0+1                                              | 0                                                | 48       | 2      | 8           | 0          |
| S. Mayulu         | 20       | 2       | 0           | 0          | 4                | 1                | 1                | 0                | 4                | 2                | 0                | 0                | 1+5                                              | 0+1                                              | 0                                                | 0                                                | 34       | 6      | 1           | 0          |
| I. Mbaye          | 9        | 1       | 0           | 0          | 1                | 0                | 0                | 0                | 0                | 0                | 0                | 0                | 0+2                                              | 0                                                | 0                                                | 0                                                | 12       | 1      | 0           | 0          |
| N. Mendes         | 24       | 2       | 3           | 0          | 5                | 0                | 0                | 0                | 16               | 4                | 4                | 0                | 1+7                                              | 0                                                | 1+1                                              | 0                                                | 53       | 6      | 9           | 0          |
| J. Neves          | 29       | 3       | 1           | 0          | 5                | 1                | 1                | 0                | 17               | 1                | 2                | 0                | 1+7                                              | 0+2                                              | 0+2                                              | 0+1                                              | 59       | 7      | 6           | 1          |
| W. Pacho          | 28       | 0       | 2           | 0          | 6                | 0                | 0                | 0                | 17               | 0                | 0                | 0                | 1+5                                              | 0                                                | 0                                                | 0+1                                              | 57       | 0      | 2           | 1          |
| G. Ramos          | 22       | 10      | 1           | 0          | 6                | 5                | 1                | 0                | 12               | 3                | 0                | 0                | 1+5                                              | 0+1                                              | 0                                                | 0                                                | 46       | 19     | 2           | 0          |
| M. Safonov        | 10       | -9      | 0           | 0          | 5                | -3               | 0                | 0                | 2                | -0               | 0                | 0                | 0                                                | 0                                                | 0                                                | 0                                                | 17       | -12    | 0           | 0          |
| M. Škriniar       | 5        | 0       | 1           | 0          | 0                | 0                | 0                | 0                | 0                | 0                | 0                | 0                | 0                                                | 0                                                | 0                                                | 0                                                | 5        | 0      | 1           | 0          |
| A. Tape           | 2        | 0       | 0           | 0          | 0                | 0                | 0                | 0                | 0                | 0                | 0                | 0                | 0                                                | 0                                                | 0                                                | 0                                                | 2        | 0      | 0           | 0          |
| A. Tenas          | 1        | -1      | 0           | 0          | 1                | -2               | 0                | 0                | 0                | -0               | 0                | 0                | 0                                                | -0                                               | 0                                                | 0                                                | 2        | -3     | 0           | 0          |
| Vitinha           | 29       | 5       | 1           | 0          | 5                | 0                | 0                | 0                | 17               | 2                | 0                | 0                | 1+7                                              | 0+1                                              | 0                                                | 0                                                | 59       | 8      | 1           | 0          |
| Y. Zague          | 4        | 0       | 0           | 0          | 2                | 0                | 0                | 0                | 0                | 0                | 0                | 0                | 0                                                | 0                                                | 0                                                | 0                                                | 6        | 0      | 0           | 0          |
| W. Zaïre-Emery    | 29       | 1       | 3           | 0          | 5                | 1                | 0                | 0                | 13               | 1                | 0                | 0                | 1+7                                              | 0                                                | 0                                                | 0                                                | 55       | 3      | 3           | 0          |